# Pedro Doria
Pedro Doria (Rio de Janeiro, 5 de novembro de 1974) é um jornalista e escritor brasileiro.

## Biografia

### Trajetória Profissional
Pedro Doria é bacharel em Jornalismo pela Universidade Federal do Rio de Janeiro (UFRJ), instituição pela qual se formou em 1998. Contudo, ele já havia se iniciado na carreira jornalística ainda em 1995, quando se tornou colunista da revista Macworld Brasil.
Após se graduar na UFRJ, ele trabalhou como subeditor da coluna Informe do jornal carioca O Dia entre 1998 e 1999, quando saiu desse emprego após ser nomeado assessor de imprensa da Câmara Municipal do Rio de Janeiro, cargo público comissionado que exerceu entre 1999 a 2000, durante a presidência de Gérson Bergher, vereador já falecido, mas que na época era filiado ao PFL.
Ele foi editor executivo do jornal carioca O Globo (onde ainda é colunista) e autor das editoras Nova Fronteira e Ediouro, entre outras. É editor-chefe de conteúdos digitais do jornal O Estado de S. Paulo É Knight Latin American Fellow (Class of 2009) da Universidade de Stanford.
Seu Weblog foi o primeiro blog jornalístico profissional do Brasil.
Esteve entre os fundadores dos sites No. e NoMínimo. Foi colunista das revistas da Folha de S. Paulo, da Internet.br e do Oi. Seus textos apareceram em títulos como Superinteressante, Trip, Playboy e VIP. Escrevendo uma reportagem para o NoMínimo, foi o primeiro jornalista a ler e comentar o blog de Bruna Surfistinha, o que alavancou enormemente a popularidade dela.
É autor de seis livros, entre eles Manual para a Internet (Revan, 1995), o primeiro sobre a grande rede no Brasil, Eu gosto de uma coisa errada (Ediouro, 2006), coleção de reportagens sobre internet, sexo e nudez. Seus últimos livros tratam de história do Brasil. 1565 reconstrói a história do Rio de Janeiro e do sudeste em seus primeiros dois séculos. Já 1789 reconstrói a Inconfidência Mineira, além de fazer revelações a respeito de quem realmente foi Tiradentes.
Comandou a equipe que recebeu o Prêmio Esso de 2012 por Melhor Contribuição à Imprensa. Recebeu também o Prêmio Caixa de Reportagem Social, o The BOBs, da rede alemã Deutsche Welle e o Best Blogs Brazil na categoria política.
Participou em outubro de 2013 do youPIX Rio, no debate Protestos e Redes Sociais: a mudança de poder da mídia, discutindo sobre que maneira as redes sociais e as mídias alternativas impactaram a mídia de massa e a construção da opinião e disseminação da informação no país.
É cofundador do Canal Meio, empreendimento digital de jornalismo, junto com o empreendedor Vitor Conceição.

### Vida Pessoal
Pedro foi casado com as jornalistas Leila Sterenberg e Marina Gomara. Tem uma filha do primeiro casamento e dois meninos do segundo.

## Obras
- Manual para a Internet, Uma Visão Brasileira, Rio de Janeiro: Editora Revan, 1995. ISBN 9788571060906
- Utopia Eletrônica, Rio de Janeiro: Mauad, 1996. ISBN 9788585756321
- Comunicação, dos Fundamentos à Internet, Rio de Janeiro: Editora Revan, 1999. ISBN 9788571061712
- Eu Gosto de Uma Coisa Errada, Rio de Janeiro: Ediouro, 2006. ISBN 9788500020124
- 1565, Enquanto o Brasil Nascia, Rio de Janeiro: Nova Fronteira, 2012. ISBN 9788520931141
- 1789, Os Contrabandistas, Assassinos e Poetas que Sonharam a Inconfidência no Brasil, Rio de Janeiro: Nova Fronteira, 2014. ISBN 9788520935880
- Tenentes: A Guerra Civil Brasileira, Rio de Janeiro: Record, 2016. ISBN 9788501073150
- Fascismo à Brasileira: Como o Integralismo, maior movimento de extrema-direita da história do país, se formou e o que ele ilumina sobre o Bolsonarismo, São Paulo: Planeta, 2020. ISBN 9786555351316